# Paradise Cay
Paradise Cay je město v americkém státě Kalifornie.